# هيرمان ستروف
هيرمان ستروف (بالألمانية: Hermann von Struve)‏ (و. 1854 – 1920 م) هو عالم فلك، وأستاذ جامعي من ألمانيا. كان عضوًا في الأكاديمية البروسية للعلوم، والأكاديمية الملكية السويدية للعلوم.
توفي في باد هررن آلب، عن عمر يناهز 66 عاماً.

## التعليم
تعلم في جامعة تارتو.

## جوائز
حصل على جوائز منها:
- الميدالية الذهبية للجمعية الفلكية الملكية (1903).